# La Paz (Agusan del Sur)
La Paz is een gemeente in de Filipijnse provincie Agusan del Sur op het eiland Mindanao. Bij de laatste census in 2007 had de gemeente ruim 25 duizend inwoners.

## Geografie

### Bestuurlijke indeling
La Paz is onderverdeeld in de volgende 15 barangays:
| - Bataan - Comota - Halapitan - Langasian - Osmeña, Sr. - Poblacion - Sagunto - Villa Paz | - Angeles - Kasapa II - Lydia - Panagangan - Sabang Adgawan - San Patricio - Valentina |

## Demografie
La Paz had bij de census van 2007 een inwoneraantal van 25.214 mensen. Dit zijn 4.334 mensen (20,8%) meer dan bij de vorige census van 2000. De gemiddelde jaarlijkse groei komt daarmee uit op 2,64%, hetgeen hoger is dan het landelijk jaarlijks gemiddelde over deze periode (2,04%). Vergeleken met de census van 1995 is het aantal mensen met 2.170 (9,4%) toegenomen.

De bevolkingsdichtheid van La Paz was ten tijde van de laatste census, met 25.214 inwoners op 1481,12 km², 17 mensen per km².